# Capitanata
La Capitanata è un distretto storico-geografico dell'Italia meridionale, corrispondente con buona approssimazione al settore settentrionale della moderna regione Puglia (a nord del fiume Ofanto).
A partire dal basso Medioevo ha costituito un'unità amministrativa, dapprima nel regno di Sicilia, poi nel regno di Napoli e, quindi, nel regno delle Due Sicilie, confluendo infine nella provincia di Foggia del regno d'Italia.

## Territorio
Estesa per oltre 7 000 km², corrispondeva approssimativamente all'antica Daunia, rispetto alla quale era però più estesa sul margine occidentale (ove comprendeva alcune aree storicamente legate al Sannio, come ad esempio San Bartolomeo in Galdo), ma meno sul lato meridionale (Canosa e Venosa rimanevano infatti escluse). Geograficamente comprendeva il Tavoliere delle Puglie, il Gargano e i Monti della Daunia. Insieme con la Terra di Bari e la Terra d'Otranto venne a comporre, sia pur a grandi linee, il territorio dell'attuale regione Puglia. 
I confini erano: a nord-ovest con il Contado di Molise (che in alcuni secoli venne a dipendere anch'esso dalla Capitanata), a sud-ovest con il Principato Ultra, a sud con la Basilicata e a sud-est con la Terra di Bari. La gran parte della popolazione si esprimeva tramite dialetti italiani meridionali; tuttavia nella Valmaggiore, tra le alture boscose dei Monti Dauni, è presente fin dal tardo medioevo l'unica minoranza francoprovenzale in Puglia, localizzata nei piccoli comuni di Faeto e Celle di San Vito, mentre al Quattrocento risale la minoranza arbëreshë di Casalvecchio di Puglia e Chieuti.

## Origini del nome
Il coronimo, in origine Catapanata, deriva da catapano, termine con il quale si indicava il funzionario che amministrava questo territorio durante l'Impero bizantino; col tempo, per la metatesi delle due sillabe centrali del termine katepanos, si ebbe kapitanos, poi latinizzato in capitanus, per cui il comparto territoriale che ricadeva sotto l'amministrazione di tale funzionario bizantino prese il nome di Capitanata, ovvero "Terra del catapano". In origine il riferimento era soprattutto alle aree subappenniniche, laddove erano state appena fondate diverse nuove città (la più importante delle quali era Troia); più tardi, in epoca normanna, il coronimo "Capitanata" sarebbe stato infatti utilizzato per indicare la medesima area situata a ovest del Tavoliere, mentre il Gargano venne a costituire un territorio a sé stante.

## Storia

### Istituzione
Nel 1233 la Capitanata fu costituita in giustizierato da Federico II di Svevia nell'ambito del Regno di Sicilia. Non si ha notizia di una sede ufficiale, poiché le costituzioni di Melfi stabilivano che i giustizieri dovevano essere itineranti, così come lo era la corte règia. Ad ogni modo un documento dell'epoca intitolato Quaternus de excandenciis Capitanate elencava trentatré insediamenti, dalle città principali (Foggia, Troia, Siponto) ai centri minori (Deliceto, Casale Sale); viceversa altre località, tra le quali San Severo e Lucera, non erano citate.
Sembrerebbe invece che nel Cinquecento la provincia di Capitanata (cui competeva ormai anche l'amministrazione del contado di Molise) avesse sede alternativamente proprio a San Severo o a Lucera. Nei due secoli successivi quest'ultima città mantenne però ininterrottamente il ruolo di capoluogo fino al 1806, allorquando, in seguito alla riforma amministrativa del Regno, esso fu definitivamente assegnato alla città di Foggia; contestualmente il Molise fu definitivamente staccato dalla Capitanata per costituire una provincia a sé stante.

### La riforma napoleonica

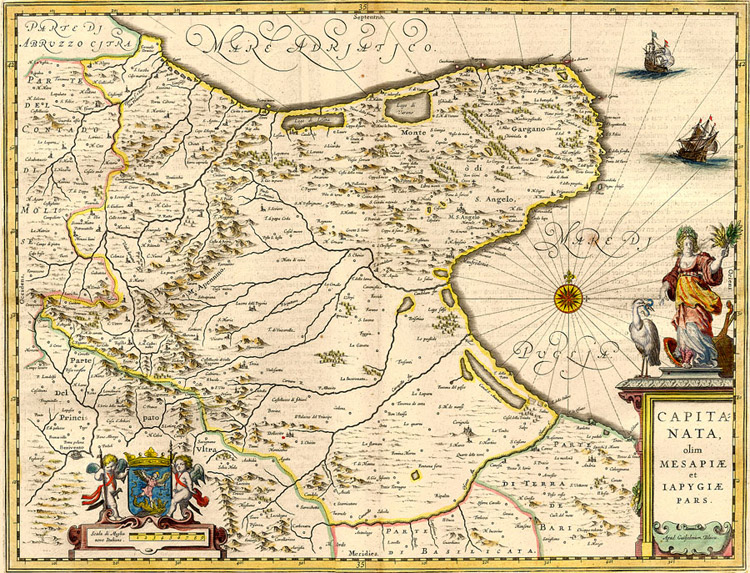
Carta della Capitanata realizzata dal cartografo Willem Blaeu nel 1630.

Nel 1806, con la legge 132 Sulla divisione ed amministrazione delle province del Regno, varata l'8 agosto, da Giuseppe Bonaparte, la ripartizione territoriale del Regno di Napoli venne riformata sulla base del modello francese e fu soppresso il sistema feudale. Negli anni successivi (tra il 1806 e il 1811), una serie di regi decreti completò il percorso d'istituzione delle nuove province con la specifica dei comuni che in esse rientravano e la definizione dei limiti territoriali e delle denominazioni di distretti e circondari in cui ciascuna provincia veniva suddivisa. Dal 1º gennaio 1817 l'organizzazione amministrativa venne definitivamente regolamentata con la Legge riguardante la circoscrizione amministrativa delle Provincie dei Reali Domini di qua del Faro del 1º maggio 1816.
La sede degli organi amministrativi era ubicata a Foggia nel palazzo Dogana, attuale sede della provincia.

### Epoca contemporanea
In epoca contemporanea il nome Capitanata è ampiamente usato come sinonimo di provincia di Foggia, di cui è denominazione istituzionale alternativa.

### Simboli
Il suo stemma rappresenta san Michele, patrono della provincia, venerato nella storica basilica di Monte Sant'Angelo sul Gargano.

## Suddivisione amministrativa
La provincia era suddivisa in successivi livelli amministrativi gerarchicamente dipendenti dal precedente. Al livello immediatamente successivo alla provincia individuiamo i distretti che, a loro volta, erano suddivisi in circondari. I circondari erano costituiti dai comuni, l'unità di base della struttura politico-amministrativa dello Stato moderno, ai quali potevano far capo i villaggi, centri a carattere prevalentemente rurale.
Nel 1806, la Capitanata fu suddivisa in tre distretti, detti anche sottintendenze:
- Distretto di Foggia;
- Distretto di Manfredonia;
- Distretto di Larino.

Nel 1811, in seguito alla riorganizzazione amministrativa e territoriale della provincia, il distretto di Manfredonia fu soppresso e il suo territorio fu accorpato, per una parte, al nuovo distretto di San Severo e, per la restante parte, al distretto di Foggia; mentre il distretto di Larino, dopo aver perso l'area orientale del suo territorio, anch'essa trasferita al neonato distretto di San Severo, fu staccato dalla provincia di Capitanata e aggregato alla provincia di Molise, acquisendo comuni e casali dal distretto di Campobasso, distretto di Isernia e distretto di Vasto.
La Capitanata, pertanto, risultò così suddivisa:
- Distretto di Foggia;
- Distretto di San Severo;
- Distretto di Bovino.